# Duse (krater)
För andra betydelser, se Duse (olika betydelser).
Duse är en nedslagskrater med en diameter på 30 kilometer, på planeten Venus. Duse har fått sitt namn efter den italienska skådespelerskan Eleonora Duse.